# Rudolf Kastl
Rudolf Kastl – zachodnioniemiecki żużlowiec, występujący również na długim torze.

## Życiorys
W latach 1967–1972 czterokrotny finalista indywidualnych mistrzostw Europy oraz świata na długim torze (najlepsze wyniki: dwukrotnie VI m. na ME – Scheeßel 1967 i Scheeßel 1970). Trzykrotny medalista indywidualnych mistrzostw RFN na długim torze: srebrny (1968) oraz dwukrotnie brązowy (1969, 1970). Dwukrotny zwycięzca turniejów Silver Rose (1963, 1972).
Na torach klasycznych – reprezentant RFN w półfinale mistrzostw świata par (Manchester 1970 – VII miejsce). Oprócz tego sześciokrotny uczestnik eliminacji drużynowych mistrzostw świata (najlepszy wynik: IV m. w finale europejskim, Leningrad 1972) oraz trzykrotny uczestnik eliminacji indywidualnych mistrzostw świata (najlepszy wynik: XII m. w ćwierćfinale kontynentalnym, Ruhpolding 1969).